# Antennoseius
Antennoseius es un género de ácaros perteneciente a la familia Ascidae.

## Especies
- Antennoseius arvensis Kaluz, 1994
- Antennoseius boskopensis Ryke, 1962
- Antennoseius bregetovae Chelebiev, 1984
- Antennoseius calathi Fain, Noti & Dufrene, 1995
- Antennoseius chirae Jordaan, Loots & Theron, 1987
- Antennoseius dargomensis Barilo, 1987
- Antennoseius davidovae Eidelberg, 1994
- Antennoseius deyi Bhattacharyya, 1994
- Antennoseius fecundus Berlese, 1916
- Antennoseius garurensis Bhattacharyya, 1994
- Antennoseius ghilarovi Balan, 1988
- Antennoseius hyperboreus Nikolskij, 1988
- Antennoseius janus Lindquist & Walter, 1989
- Antennoseius koroljevae Chelebiev, 1984
- Antennoseius kurumanensis Jordaan, Loots & Theron, 1987
- Antennoseius lobochelus Halliday, Walter & Lindquist, 1998
- Antennoseius longipalpus Barilo, 1987
- Antennoseius longisetus Eidelberg, 2000
- Antennoseius makarovae Eidelberg, 1994
- Antennoseius maltzevi Eidelberg, 1994
- Antennoseius matalini Eidelberg, 2001
- Antennoseius matsjuki Eidelberg, 2001
- Antennoseius multisetus Eidelberg, 2000
- Antennoseius orientalis Bhattacharyya, Sanyal & Bhattacharya, 2003
- Antennoseius oudemansi (Thor, 1930)
- Antennoseius ovaliscutalis Eidelberg, 2000
- Antennoseius ranikhetensis Bhattacharyya, 1994
- Antennoseius rugosus Masan, 1997
- Antennoseius shcherbakae Balan, 1988
- Antennoseius similis Eidelberg, 2001
- Antennoseius sinicus Guo & Gu, 1997
- Antennoseius ukrainicus Sklyar, 1994
- Antennoseius vysotskajae Sklyar, 1994